# Athyrium pseudospinescens
Athyrium pseudospinescens är en majbräkenväxtart som beskrevs av Shunsuke Serizawa.
Athyrium pseudospinescens ingår i släktet Athyrium och familjen Athyriaceae. Inga underarter finns listade i Catalogue of Life.